# Ostrov (okręg Aluta)
Ostrov – wieś w Rumunii, w okręgu Aluta, w gminie Osica de Sus. W 2011 roku liczyła 125 mieszkańców.